# Badminton la Jocurile Olimpice de vară
Badminton-ul și-a făcut apariția la Jocurile Olimpice de vară din 1992 și a fost inclus până acum în 8 olimpiade. 50 de națiuni diferite au concurat de-a lungul timpului în probele de badminton la JO, dintre care 19 au participat la toate opt ediții desfășurate până acum. Toată acțiunea este coordonată de Federația Internațională de Badminton.

## Istorie
Jocurile Olimpice de vară din 1992 de la Barcelona au văzut pentru prima dată apariția badminton-ului. Au fost organizate patru probe sportive, categoriile individual și dublu atât feminin cât și masculin. Patru medalii au fost date la fiecare probă sportivă, două dintre ele fiind din bronz. Următoarele jocuri, cele de la Atlanta din 1996, au avut cinci probe, cu adăugarea celei de dublu mixt.

## Clasament pe medalii
| Loc   | Țară                 | Aur | Argint | Bronz | Total |
| ----- | -------------------- | --- | ------ | ----- | ----- |
| 1     | China (CHN)          | 16  | 8      | 14    | 38    |
| 2     | Coreea de Sud (KOR)  | 6   | 7      | 5     | 18    |
| 3     | Indonezia (INA)      | 6   | 6      | 6     | 18    |
| 4     | Danemarca (DEN)      | 1   | 2      | 3     | 6     |
| 5     | Malaezia (MAS)       | 0   | 3      | 2     | 5     |
| 6     | Marea Britanie (GBR) | 0   | 1      | 1     | 2     |
| 7     | Japonia (JPN)        | 0   | 1      | 0     | 1     |
| 7     | Olanda (NED)         | 0   | 1      | 0     | 1     |
| 9     | India (IND)          | 0   | 0      | 1     | 1     |
| 9     | Rusia (RUS)          | 0   | 0      | 1     | 1     |
| Total | Total                | 29  | 29     | 33    | 91    |

## Sportivii cei mai medaliați
| Sportiv       | Țară | Aur | Argint | Bronz | Total |
| Ling Gao      | CHN  | 2   | 1      | 1     | 4     |
| Kim Dong-moon | KOR  | 2   | 0      | 1     | 3     |
| Yunlei Zhao   | CHN  | 2   | 0      | 0     | 2     |